# Firmothrips firmus
Firmothrips firmus är en insektsart som först beskrevs av Jindřich Uzel 1895.  Firmothrips firmus ingår i släktet Firmothrips och familjen smaltripsar. Arten är reproducerande i Sverige. Inga underarter finns listade i Catalogue of Life.